# 사토 겐타로
사토 겐타로(일본어: 佐藤 健太郎, 1984년 8월 14일 ~ )는 일본의 전 축구 선수이다.

## 구단 경력
그는 2007년부터 2022년까지 J리그의 몬테디오 야마가타, 제프 유나이티드 지바, 교토 상가 FC, 레노파 야마구치 FC에서 활동하였다.